# Hugo Süchting
Hugo Süchting (Bosau, 8 ottobre 1874 – Valluhn, 27 ottobre 1916) è stato uno scacchista tedesco.
Di professione agricoltore, si considerava un "amatore" degli scacchi e partecipò solo a tornei in Germania.

## Principali risultati
- 1893   1º a Kiel (8º DSB Congress)[1]
- 1895   2º-3º ad Amburgo con Hans Fahrni, dietro a Paul Saladin Leonhardt[2]
- 1896   1º-2º a Eisenach (10º DSB Congress) dietro a Robert Henry Barnes
- 1897   2º nel torneo quadrangolare di Altona dietro a Johannes Metger
- 1898   1º-2º nel torneo quadrangolare di Elmshorn
- 1900   1º-2º nel torneo quadrangolare di Kiel
- 1903   1º ad Amburgo
- 1908   6º-7º a Düsseldorf (16º DSB Congress), vinse Frank Marshall

Giocò alcuni match amichevoli: nel 1911 ad Amburgo vinse contro Paul Saladin Leonhardt (+2 -1 =1) e contro Carl Carls (+2 -1).
 Nel 1912 sempre ad Amburgo pareggiò 2 /2 un altro match con Leonhardt.
La variante Süchting della difesa slava prende il suo nome:  1. d4 d5 2. c4 c6 3. Cf3 Cf6 4. Cc3 Db6  (cod. ECO D15)
I Grandi Maestri Gata Kamsky e Vladimir Kramnik la hanno adottata alcune volte con successo.